# La bella del Pacífic
 La bella del Pacífic  (original: Miss Sadie Thompson) és una pel·lícula estatunidenca dirigida per Curtis Bernhardt, estrenada el 1953 i doblada al català.

## Argument
En una illa del Pacífic Sud, una jove de passat tèrbol, vigilada de prop per un missioner purità s'uneix a un grup de soldats.
Poc després de la Segona Guerra mundial, l'Orduna voga cap a Nova Caledònia. De sobte un passatger mor del tifus. Els altres passatgers són posats en quarantena, i desembarcats en una petita illa on es troba una base militar americana. Formant part dels viatgers, el missioner Alfred Davidson, fanàtic i auster, i Sadie Thompson, jove plena de vida que no deixa els soldats indiferents. El sergent O'Hara se n'enamora i li proposa el matrimoni. Però Davidson no està d'acord i reconeix Sadie com el ganxo d'un famós cabaret de Honolulu. Pensa dur-la pel recte camí.

## Repartiment
- Rita Hayworth: Sadie Thompson
- José Ferrer: Alfred Davidson
- Aldo Ray: Sergent Phil O'Hara
- Russell Collins: Doctor MacPhail
- Diosa Costello: Ameena Horn
- Harry Bellaver: Joe Horn
- Wilton Graff: Governador
- Peggy Converse: Sra. Davidson
- Henry Slate: Griggs
- Rudy Bond: Hodges
- Charles Bronson: Edwards

## Nominacions
- 1954. Oscar a la millor cançó original per Lester Lee (música) i Ned Washington (lletra) per la cançó "Sadie Thompson's Song (Blue Pacific Blues)".

## Al voltant de la pel·lícula
- Remake d'una pel·lícula de 1928: Sadie Thompson de Raoul Walsh amb Gloria Swanson
- Remake d'una pel·lícula de 1932: Pluja (pel·lícula) de Lewis Milestone amb Joan Crawford

## Producció
La pel·lícula va ser produïda per la Columbia Pictures Corporation i la The Beckworth Corporation. Va ser filmada en Kaua'i, a Hawaii.

## Distribució
Distribuïda per Columbia Pictures, la pel·lícula va ser estrenada als cinemes dels EUA el 23 de desembre de 1953 amb el títol de Miss Sadie Thompson. Al Regne Unit, es va estrenar amb el títol complet, W. Somerset Maugham's Miss Sadie Thompson.